# Vacha
Vacha – miasto w Niemczech, w zachodniej części kraju związkowego Turyngia w powiecie Wartburg, do 30 grudnia 2013 siedziba wspólnoty administracyjnej Vacha. Miasto bezpośrednio graniczy z krajem związkowym Hesja, leży nad rzeką Werra, liczy 5 521 mieszkańców (2009).
31 grudnia 2013 do miasta przyłączono trzy gminy: Martinroda, Völkesrhausen oraz Wölferbütt, które stały się jednocześnie jego dzielnicami.

## Zabytki
- Zamek Wendelstein z muzeum.
- XVII-wieczny kamienny most na rzece Werra.

## Współpraca
Miejscowości partnerskie:
- Blatná, Czechy
- Philippsthal (Werra). Hesja
- Sargé-lès-le-Mans, Francja

## Ciekawostki
W Vacha łączy się sieć niemieckich dróg św. Jakuba do Santiago de Compostela – Ekumeniczna Droga Pątnicza (Oekumenischer Pilgerweg) 
przebiegająca z Görlitz oraz trasa Via Regia.